# John F. Uncles
John Francis Uncles (* 18. September 1898 in Chillicothe, Livingston County, Missouri; † 20. Januar 1967 in Washington, D.C.) war ein Generalleutnant der United States Army. Er war unter anderem Kommandeur des VII. Corps.

## Leben
John Uncles war der Sohn von Henry Lockwood Uncles (1847–1909) und dessen Frau Margaret Glennon (1856–1939). Als er sechs Jahre alt war, zog die Familie nach Kansas City in Missouri, wo er die öffentlichen Schulen besuchte. Im Jahr 1917 trat er in die Missouri National Guard ein. In der Folge nahm er am Ersten Weltkrieg teil, wo er in Frankreich zum Einsatz kam. Einer seiner Vorgesetzten war der spätere Präsident Harry S. Truman. Uncles war unter anderem an der Maas-Argonnen-Offensive und der Schlacht von St. Mihiel beteiligt.
Sein militärisches Verhalten im Kriegseinsatz erregte die Aufmerksamkeit seiner Vorgesetzten, die ihn und fünf seiner Kameraden für eine Aufnahmeprüfung zur United States Military Academy in West Point vorschlugen. Nach bestandener Prüfung absolvierte Uncles bis 1922 die Akademie. Nach seiner Graduation wurde er als Leutnant der Feldartillerie des US-Heeres zugeteilt. In der Armee durchlief er anschließend alle Offiziersränge vom Leutnant bis zum Drei-Sterne-General. In den folgenden Jahren diente er in verschiedenen Einheiten. Außerdem absolvierte er weitere militärische Kurse, wie zum Beispiel im Jahr 1927 den Field Artillery Officer Course. Zwischen 1930 und 1934 unterrichtete er das Fach Philosophie an der Akademie in West Point. Danach war er bis 1937 auf Hawaii stationiert. Dort diente er im 11. Feldartillerieregiment, das der 25. Infanteriedivision unterstand. Der zwischenzeitlich zum Hauptmann beförderte Uncles absolvierte im Jahr 1938 das Command and General Staff College. Anschließend war er bis 1940 Lehrer an der Field Artillery School in Fort Sill in Oklahoma. Danach war er bis 1942 Stabsoffizier für das Personalwesen (G1) im Hauptquartier der Feldartillerie (Office of the Chief of Field Artillery). 
Im Jahr 1943 wurde er in den Stab der Field Artillery School in Fort Sill berufen. Im weiteren Verlauf des Jahres absolvierte er dort den New Division Officers Course. Danach erhielt er das Kommando über die 404. Feldartilleriegruppe. Nach seiner im August 1944 erfolgten Beförderung zum Brigadegeneral erhielt Uncles das Kommando über die 34. Feldartilleriebrigade, mit der er aktiv an der Endphase des Zweiten Weltkriegs in Europa teilnahm und zu den Truppen gehörte, die durch Frankreich und Belgien nach Deutschland vorstießen. Dieses Kommando behielt er bis zum Ende des europäischen Teils des Zweiten Weltkriegs. In den Jahren 1945 und 1946 kommandierte Uncles die in Deutschland stationierte 32. Feldartilleriebrigade. Danach war er bis 1948 als Stabsoffizier Leiter der Feldartillerie-Abteilung in der Heeresbehörde für personelle Weiterentwicklung (Chief of Field Artillery in the Army’s Career Management Branch). 
Anschließend war er Stabschef der United States Constabulary, einer Polizeieinheit, die im besetzten Deutschland im amerikanischen Sektor mit der Aufrechterhaltung der Ordnung beauftragt war. Danach kommandierte er bis 1951 die Artillerie der 4. Infanteriedivision. Darauf folgte bis 1952 das Kommando über die Artillerie der 7. Armee. Es folgte eine weitere Verwendung als Generalstabsoffizier und seine ebenfalls im Jahr 1952 erfolgte Beförderung zum Generalmajor. Zwischen 1954 und 1956 war John Uncles Stabschef bei der United States Army Europe (USAREUR). Sein letztes Kommando hatte er, inzwischen im Rang eines Generalleutnants, zwischen August 1956 und August 1958 als kommandierender General des VII. Corps inne. Anschließend ging er in den Ruhestand. 
Der mit Elizabeth Banks (1902–1999), verheiratete Offizier, verbrachte seinen Lebensabend in Washington, D.C. wo er am 20. Januar 1967 verstarb. Er wurde auf dem Nationalfriedhof Arlington beigesetzt.

## Orden und Auszeichnungen
John Uncles erhielt im Lauf seiner militärischen Laufbahn unter anderem folgende Auszeichnungen:
- Army Distinguished Service Medal
- Legion of Merit
- Bronze Star Medal